# 橋本大翔
橋本 大翔（はしもと たいしょう、英表記：TYSHOO HASHIMOTO、1980年3月8日 - ）は、日本の歌手。シンガーソングライター。本名非公開。
埼玉県坂戸市出身。狭山ヶ丘高等学校卒業。高校時代のクラスメイトにはフットサル日本代表の上澤貴憲や二学年上にはハマカーンの浜谷健司などがいた。

## 来歴
1998年に陸上自衛隊 (練馬駐屯地)入隊後、営内でバンド結成。2000年に自衛隊辞職後と同時に解散。
同年、桜木町でロックバンド「DIZASTAR」結成。横浜を中心にライブ活動を行い、オムニバスアルバム「faut qu’ca bouge!」に参加。また幾つかのバンドのリードヴォーカルとして活動。TOKYO MX等TVメディア出演の機会もあったが、バンド解散と同時に音楽活動から離れる。
2008年、岡田眞澄のマネージャーであった近藤幸太郎と出会い復帰を勧められ、江戸川総合文化センターで行われた産経新聞開発後援のサンケイ杯争奪第三回カラオケクラシック2009に出場しグランプリを獲得する。これを機にソロとして活動を再開する。またその模様がラジオの公開録音であったためラジオ関西(CRK)「梶幹雄の歌謡深夜便」の番組で近畿・中国・四国・山陰・東海地方でオンエアされ、この時にムード歌謡を歌ったことや同番組のテーマ曲歌唱歌手の最終選考まで残っていたことから演歌でデビューの話が持ち上がった。だが現在に至るまで演歌の楽曲は歌っていない。
2010年、「桜梅桃李」をインディーズリリース。テレビ西日本主催のitadaki ONAIR２nd着うたダウンロードコンテストにて全国2位入賞。
2011年8月、東日本大震災復興支援チャリティーオムニバスCDアルバム「Butterfly effect 3 SORAE」に楽曲「Together together」で参加。アルバムのジャケットはメカニックデザイナーの板橋克己が担当した。このアルバム参加でinfixの長友仍世と交流を深めた。またこの頃からラジオのバラエティ番組「芸能界霧ばらし」のDJとして活動を始めた。
2012年、福島県いわき市のローカルヒーロー「郷土戦士ジャンガラー」の主題歌ボーカルを担当する。
その後、事務所の先輩であるinfixが松本零士を描いた作品「零時の扉」に感銘を受けその続編曲となる「心の扉」を制作。長友より「弟分」と称され、「心の扉」をプロデュース。アレンジには同ロックユニットの佐藤晃 (ミュージシャン)が行った。また本作と合わせてのイベントでは「扉シリーズ」とされている。
2013年2月20日、webkoo（ウェブクウ）レーベル：EMIミュージック・ジャパンより「心の扉」でメジャーデビュー、FM NACK5のパワーセレクションに選ばれた。 またこの年に行われた練馬駐屯地納涼祭にて凱旋ライブを行い27000人の来場者を前にデビュー曲を披露した。
オンラインゲーム「キャラフレ」の2.5次元アーティストしてゲームの世界にも活動の幅を広げている。

## 音楽・歌唱
デビュー後は、持ち前のハイ・トーン・ヴォイスを前面に出している。スタイルはロックをベースにする楽曲が多い。本格的なヴォイストレーニングは受けたことがなく15歳から独学で音域を伸ばしていった。

## ディスコグラフィー

### シングル
|     | 発売日         | タイトル    | 規格品番  | 収録曲 | 備考 |
| --- | -------------- | ----------- | --------- | --- | --- |
| 1st | 2010年1月31日  | 桜梅桃李    | YKLI-0012 | 1. 桜梅桃李 2. Lovely lands cape 3. 桜梅桃李 (instrumental) 4. Lovely lands cape (instrumental) 5. Bonus track | |
| 2nd | 2013年2月20日  | 心の扉      | WKCL-7118 | 1. 心の扉 2. As long as I live 3. 心の扉 (instrumental) 4. As long as I live (instrumental)                    | （TVS 「ニュース930」「ウィークエンド930」EDテーマ[4月-6月]） （J:COMチャンネル「朝日新聞×J:COM杯 さいたま市少年サッカー大会」テーマ |
| 3rd | 2015年11月18日 | reformation | YKLI-5007 | 1. reformation 2. reformation (instrumental) 3. All+night+with+you 4. All+night+with+you (instrumental)        | |

### 配信シングル
| 発売日       | タイトル              | 規格品番 | 収録曲                   | 備考 |
| ------------ | --------------------- | -------- | ------------------------ | ---- |
| 2017年2月1日 | 流星                  |          | 1. 流星                  |      |
| 発売日       | タイトル              | 規格品番 | 収録曲                   | 備考 |
| 2017年3月1日 | I don't know Anything |          | 1. I don't know Anything |      |

### アルバム
| 発売日 | タイトル     | 規格品番  | 収録曲 | 備考 |
| ------ | ------------ | --------- | --- | ---- |
| 1st    | 2018年3月1日 | Love mind | 1. Love mind 2. I don't know Anything (HyperEURO1988Mix) 3. No Answer 4. 流星 5. reformation 6. All night with you 7. タイムカプセル 8. 君だけを愛したい |      |

### 企画・コラボレーション
| 発売日        | タイトル                   | 規格品番 | 収録曲                                                              | 備考                                                                                                |
| ------------- | -------------------------- | -------- | ------------------------------------------------------------------- | --------------------------------------------------------------------------------------------------- |
| 2012年3月?日  | 地球ほしの戦士ジャンガラー |          | 1. 地球の戦士ジャンガラー 2. 地球の戦士ジャンガラー（Instrumental） | （郷土戦士ジャンガラー主題歌）                                                                      |
| 発売日        | タイトル                   | 規格品番 | 収録曲                                                              | 備考                                                                                                |
| 2015年6月28日 | 雷光(feat.橋本大翔)        |          | 1. 雷光（シリーズ第３弾楽曲)                                        | 音楽団体Spark of Symphony シリーズ第３弾楽曲 オンラインゲーム 「キャラフレ」                        |
| 発売日        | タイトル                   | 規格品番 | 収録曲                                                              | 備考                                                                                                |
| 2016年9月3日  | ときめき                   |          | 1. ときめき (男性Ver)                                               | 「OJIトキ! ～想い空のかなたへ」イメージソング ピクチャーノベル小説 （三恵社）「ISBN 9784864875011」 |

### 参加作品
| 発売日         | タイトル                               | 規格品番  | 収録曲                       | 備考                                                                        |
| -------------- | -------------------------------------- | --------- | ---------------------------- | --------------------------------------------------------------------------- |
| 2000年11月15日 | faut qu’ca bouge! フォ･キサ･ブージュ！ | dR-0000   | 4.生命                       | （DIZASTAR名義）                                                            |
| 2011年8月8日   | Butterfly effect 3 SORAE               | RGCD-0715 | 5.Together together          |                                                                             |
| 2012年4月17日  | Spiral GalaxyⅡ                         | LUNA-0608 | 10.winter kiss               | 「久野かおりプロデュース作品」 （ボーカル参加のみ）                         |
| 2016年2月29日  | 究極戦隊ムッケンジャーCOMPLETE         | MECD-002  | 5.出撃せよ! ムッケンマシーン | （ゲスト参加）                                                              |
| 2018年9月26日  | Manipremium                            | MECD-006  | 1.DYNAMITE SUPER BRAVE       | ※8.「ひねもす野良り」は橋本潮(作詞)、橋本大翔(歌)の楽曲コラボレーション作品 |
| 2019年2月24日  | BLUE DREAMS                            | HSRC-0008 | 11.AIR PLANE                 | 元THE ZIP GUNS/木村壽孝(作詞・作曲)                                         |

## 出演

### ラジオ
- TOKYO FM　ミュージックバード「infix 長友仍世のくるナイ2」（全国62局ネット） (2011年6月13日 コーナー出演、2013年2月25日 ゲスト出演)
- エフエムよっかいち「音楽煮込み」 (2011年6月15日、2013年3月8日、2013年3月15日、2014年5月31日 ゲスト出演　2015年3月7日、3月14日、3月21日、3月28日 monthly)
- エフエムよっかいち「お昼やに～」 (2011年10月12日 ゲスト出演)
- Suzuka Voice FM 「SUNSET VOX」 (2011年10月12日 ゲスト出演)
- エフエム会津 「イブニング愛's」 (2011年11月29日 ゲスト出演)
- 福島コミュニティ放送FM-POCO「MY TOWN ポコランド」 (2011年11月29日 ゲスト出演)
- ラジオ福島「KAGAMIDA TOWN」 (2011年12月4日 コメント出演)
- FM NACK5「夕焼けSHUTTLE」 (2013年3月28日 ゲスト出演)
- 東海ラジオ放送「TOKYO UPSIDE STATION」 (2013年3月19日 ゲスト出演)
- ラジオ日本（小田原放送局）「ラジカルランド」 (2013年3月8日 ゲスト出演)
- 山口放送 (KRY)「こゆりの夢・音楽館」 (2013年3月25日 ゲスト出演)
- 四国放送「歌謡アプローチ」 (2013年5月10日 ゲスト出演)
- CBCラジオ「流行音楽堂」 (2013年4月6日 ゲスト出演)
- ラジオ日本「突撃！日本の歌道中」 (2013年5月24日、5月31日 ゲスト出演)
- FM府中 ｢わいわいランチパーク｣ (2014年2月25日、2015年11月24日 ゲスト出演)
- エフエムあまがさき (FM aiai) ｢エニワン・ボイス！［全国4局ネット］」 (2017年12月13日 コメント出演)　(エニボイ・エクストラ！MUSC✩STUDIOスター誕生 (Mスタ))｣ (2014年8月21日、2015年8月12日 ゲスト出演)　｢エニワン・ボイス！(エニボイ・エクストラ！サブカル応援隊Sラジャー (Sラジ))｣ (2015年8月19日 ゲスト出演、2016年2月24日コメント出演)
- エフエム戸塚 ｢totsuka heartful kitchen｣  (2014年9月3日 ゲスト出演)
- エフエム浦安 (FMうらら) ｢PURE LILY WHITE SONGS｣  (2014年9月14日、9月28日 ゲスト出演)

### テレビ
- FNS系「九州魂」 (2010年9月22日 ライブ映像)
- MTV | 岐阜放送「激カラ♪スターチャンネル♪」 (2011年12月16日) (2011年12月27日)
- 関東ローカルTV「Time Tunnel」 (2011年7月10日 小室等のオープニングアクト)
- とちぎテレビ「うたの王様」 (2013年5月22日 ゲスト出演)

### ステージ
- CDショップ五番街 東武百貨店池袋屋上 スカイデッキ広場 「扉シリーズ」インストアライブ(infix 長友仍世共演)
- フクダ電子アリーナ特設ステージ
- 第17回練馬ファミリーフェスタ 光が丘公園けやき広場 (infix 長友仍世共演)
- マーシャルアーツ日本キックボクシング連盟主催「DRAGON ROAD ～ONE AND ONLY TAKE2～」横浜・大さん橋ホールリング(海老沢雄一、りんともシスターズ 共演)
- 陸上自衛隊 練馬駐屯地納涼祭 2013
- 三重県総合文化センター アニソン「ツ」祭り(新井正人、 MIQ、 たいらいさおのオープニングアクト)
- 弥生presents 池袋Hoteyes『キャラフレ』「2.5次元コネクト」Vol.3(朱里、カリッシュ共演)
- 大阪中津ミノヤホール マニティス祭～Ｗ-Hashimoto～(橋本潮共演)[12]

### 雑誌
- 「週刊DJ DISCOVER JOB TOKYO (株式会社クリエイト)」(2004年12月28日 2005年1月11日 年末年始合併号、表紙)[13]